# Уильямс, Куиннен
Куиннен Уильямс (англ. Quinnen Williams, 21 декабря 1997, Бирмингем, Алабама) — профессиональный футболист, выступающий на позиции дефенсив тэкла в клубе НФЛ «Нью-Йорк Джетс». На студенческом уровне играл за команду Алабамского университета, победитель национального чемпионата 2017 года.

## Биография
Куиннен родился 21 декабря 1997 года в Бирмингеме. Один из четырёх детей в семье Куинси Уильямса и его супруги Маркиши, которая умерла от рака в 2010 году. Дети воспитывались отцом и бабушкой. В память о матери у Куиннена на груди нанесена татуировка с изображением розовых звёзд, одного из символов кампании по борьбе с раком груди. Он окончил школу Веноха в Бирмингеме, на момент выпуска входил в десятку самых перспективных игроков Алабамы по различным версиям. Первоначально Уильямс планировал продолжить обучение и карьеру в Обернском университете, за команду которого он болел в детстве, но затем сделал выбор в пользу Алабамского университета. Своё решение он объяснял лучшими возможностями для развития как футболиста, имевшимися в университете Алабамы.

### Любительская карьера
Сезон 2016 года Куиннен провёл в статусе освобождённого игрока, принимая участие в тренировках команды, но не играя в официальных матчах. В турнире NCAA он дебютировал в 2017 году, сыграв во всех матчах команды и сделав 20 захватов. Вместе с командой Уильямс вышел в плей-офф. В полуфинальной игре против «Клемсон Тайгерс» сделал захват, а линия защиты, в которую он входил, позволила соперникам набрать выносом только 64 ярда. Также Куиннен принял участие в победном финале против «Джорджии», сделав два захвата.
В 2018 году Уильямс впервые вышел в стартовом составе «Алабамы». По ходу сезона он несколько раз признавался лучшим игроком недели в конференции SEC и I дивизионе NCAA. Также он стал лучшим в составе команды по количеству сделанных захватов с потерей ярдов. По итогам чемпионата Куиннен стал обладателем Аутленд Трофи, награды лучшему внутреннему линейному студенческого футбола. В январе 2019 года он занимал первое место в списке лучших игроков NCAA по версии сайта Pro Football Focus. Тогда же Уильямс объявил об отказе от дальнейшего права выступлений за «Алабаму» и своём выходе на драфт Национальной футбольной лиги.

#### Статистика выступлений в NCAA
| Сезон | Команда              | Игры | Захваты | Захваты | Захваты | Захваты | Захваты | Перехваты | Перехваты | Перехваты | Перехваты | Перехваты | Фамблы | Фамблы | Фамблы | Фамблы |
| Сезон | Команда              | Игры | Solo    | Ast     | Tot     | Loss    | Sk      | Int       | Yds       | Y/R       | TD        | PD        | FR     | Yds    | TD     | FF     |
| ----- | -------------------- | ---- | ------- | ------- | ------- | ------- | ------- | --------- | --------- | --------- | --------- | --------- | ------ | ------ | ------ | ------ |
| 2016  | Алабама Кримсон Тайд | 0    | 0       | 0       | 0       | 0,0     | 0,0     | 0         | 0         | 0,0       | 0         | 0         | 0      | 0      | 0      | 0      |
| 2017  | Алабама Кримсон Тайд | 14   | 11      | 9       | 20      | 6,5     | 2,0     | 0         | 0         | 0,0       | 0         | 0         | 0      | 0      | 0      | 0      |
| 2018  | Алабама Кримсон Тайд | 15   | 45      | 26      | 71      | 19,5    | 8,0     | 0         | 0         | 0,0       | 0         | 1         | 0      | 0      | 0      | 0      |
| Всего | Всего                | 29   | 56      | 35      | 91      | 26,0    | 10,0    | 0         | 0         | 0,0       | 0         | 1         | 0      | 0      | 0      | 0      |

### Профессиональная карьера
Перед драфтом НФЛ 2019 года Уильямс был самым эффективным пас-рашером I дивизиона NCAA по оценкам сайта Pro Football Focus. Также он лидировал по эффективности игры против выноса. Аналитик CBS Райан Уилсон оценивал его как игрока, претендующего на выбор под общим первым номером. Главными достоинствами Куиннена считались его быстрота и атлетизм, позволявшие постоянно оказывать давление на квотербека даже при противодействии двум линейным нападения. Единственным недостатком указывали недостаток опыта, связанный с высокой конкуренцией в составе «Алабамы». Аналитик Крис Трапассо сравнивал его с другим выпускником этого же колледжа, Марселлом Дареусом, который в 2011 году был выбран на драфте под общим третьим номером.
На драфте Уильямс был выбран «Нью-Йорк Джетс» под общим третьим номером. Контракт с клубом он подписал в конце июля. Сумма четырёхлетнего соглашения составила 32,5 млн долларов, по условиям соглашения клуб имеет право автоматически продлить его на пятый сезон. В играх регулярного чемпионата 2019 года он не в полной мере реализовал свой потенциал, сделав 28 захватов и 2,5 сэка. Три игры он был вынужден пропустить из-за растяжения связок ноги и травмы шеи. Тем не менее, по ходу сезона Уильямс прогрессировал. В заключительной четверти чемпионата его показатель эффективности давления на квотербека вырос с 5,1 % до 15,8 %. Он также играл важную роль в защите команды против выноса, ставшей второй по продуктивности в НФЛ. По количеству остановок игрока с мячом Куиннен занял 20 место среди 117 внутренних линейных защиты. В марте 2020 года Уильямс был арестован в аэропорту аэропорту Ла-Гуардия с незаряженным пистолетом Glock 19 в сумке. Причиной ареста стало отсутствие разрешение на хранение оружия в штате Нью-Йорк, хотя у него имелись разрешающие документы, выданные в Алабаме. Судебное заседание по этому делу дважды, в марте и июле, переносилось из-за ограничений, связанных с пандемией коронавируса. Также игрок мог получить наказание по решению руководства НФЛ. В начале октября стало известно о том, что все обвинения с Уильямса были сняты.

#### Статистика выступлений в НФЛ

##### Регулярный чемпионат
| Сезон | Команда        | Игры | Захваты | Захваты | Захваты | Захваты | Захваты | Перехваты | Перехваты | Перехваты | Перехваты | Перехваты | Фамблы | Фамблы | Фамблы | Фамблы |
| Сезон | Команда        | Игры | Solo    | Ast     | Tot     | Loss    | Sk      | Int       | Yds       | Y/R       | TD        | PD        | FR     | Yds    | TD     | FF     |
| ----- | -------------- | ---- | ------- | ------- | ------- | ------- | ------- | --------- | --------- | --------- | --------- | --------- | ------ | ------ | ------ | ------ |
| 2019  | Нью-Йорк Джетс | 13   | 15      | 13      | 28      | 4       | 2,5     | 0         | 0         | 0,0       | 0         | 1         | 1      | 0      | 0      | 0      |
| Всего | Всего          | 13   | 15      | 13      | 28      | 4       | 2,5     | 0         | 0         | 0,0       | 0         | 1         | 1      | 0      | 0      | 0      |